# Ecover
Ecover est une entreprise belge spécialisée dans la fabrication de produits ménagers se voulant « écologiques ».

## Histoire
La société est fondée en 1980 par Frans Bogaert qui a l'idée de produits sans phosphates, à base d'ingrédients d'origine végétale et minérale, le but premier de ceux-ci étant d'être efficace tout en réduisant l'impact sur l'environnement. Après être tombée aux mains du fils Bogaerts, l'entreprise connait beaucoup de difficultés financières dans les années 1990. En 1992, Ecover construit la première usine écologique du monde. En 2003 elle rachète l'entreprise suisse Held de Steffisburg, fabriquant également des produits écologiques depuis 1955 et inventeurs des lessives sans phosphates en 1964. Ensuite, en 2007, la première usine ne suffisant plus à produire l'intégralité des produits, Ecover investit 10 millions d'euros dans une deuxième usine en France, à Boulogne-sur-Mer. En 2012, afin de s'intégrer au marché américain, l'entreprise acquiert Method, un acteur dans le secteur du nettoyage écologique sur le continent américain.
Ecover et Method sont rachetés en 2017 par la société S. C. Johnson, spécialisée dans les produits d'entretien de grande distribution.